# 1964年岡比亞獨立法
1964年甘比亞獨立法（英語：Gambia Independence Act 1964）是英國國會通過的一項法案，自1965年2月18日起生效，英國同意賦予甘比亞獨立。該法案還規定甘比亞法院繼續向英國樞密院司法委員會上訴的權利。英國樞密院司法委員會於1998年被廢除，當時的甘比亞總統葉海亞·賈梅決定根據1997年甘比亞憲法重組甘比亞司法機關，該憲法取代了1994年甘比亞政變後暫停的1970年甘比亞憲法。

## 馬爾博羅會議
1964年7月23日，英國與甘比亞在馬爾博羅大樓召開了一次會議，制定甘比亞獨立計劃。由甘比亞總理達烏達·賈瓦拉率領的比亞高級代表團會見了由英國殖民地事務大臣鄧肯·桑茲率領的英國代表團。鄧肯·桑茲討論了獨立後的甘比亞對財政援助的需求，他設想英國將扮演這一角色。然而，鄧肯·桑茲也指出，甘比亞的獨立“不僅僅與金錢有關”。